# Plaque de l'Adoration des Mages
La plaque de l'Adoration des mages est une plaque de cuivre émaillée conservée au musée de Cluny (numéro d'inventaire : Cl. 956 b), à Paris. Elle représente l'Adoration des mages. Réalisée à Limoges ou dans ses environs à la fin du XIIe siècle, elle constituait un élément d'un retable de l'autel majeur érigé vers 1189 de l'abbaye de Grandmont, à Saint-Sylvestre, abandonnée après la Révolution française, puis détruite. Elle faisait partie de la collection d'Alexandre Du Sommerard, qui a servi de la base à celle du musée du Cluny lors de sa création, en 1844.

## Description
Les trois rois mages sont représentés sur la partie gauche de la plaque, la Vierge se tenant à droite, tenant l'Enfant Jésus dans les bras. La scène s'inscrit dans une arche surplombée par les tours d'une ville, peut-être Jérusalem. L'Enfant Jésus est entièrement « réservé », c'est-à-dire gravé directement sur la plaque de cuivre doré, sans émail ; sa tête, fondue à part, est en relief. Il bénit les mages. L'un d'eux montre l'étoile qui les a guidés vers le lieu de la nativité du Christ.